# Homorthodes uniformis
Homorthodes uniformis là một loài bướm đêm trong họ Noctuidae.